# Stora Skottsjö
Stora Skottsjö är en sjö i Varbergs kommun i Västergötland och ingår i Viskans huvudavrinningsområde. Sjön är 9 meter djup, har en yta på 0,095 kvadratkilometer och befinner sig 51,6 meter över havet. Sjön avvattnas av vattendraget Skottsjöbäcken. Vid provfiske har abborre, gädda och mört fångats i sjön.

## Delavrinningsområde
Stora Skottsjö ingår i det delavrinningsområde (634760-129636) som SMHI kallar för Mynnar i Skuttran. Medelhöjden är 70 meter över havet och ytan är 21,84 kvadratkilometer. Det finns inga avrinningsområden uppströms utan avrinningsområdet är högsta punkten. Skottsjöbäcken som avvattnar avrinningsområdet har biflödesordning 3, vilket innebär att vattnet flödar genom totalt 3 vattendrag innan det når havet efter 18 kilometer. Avrinningsområdet består mestadels av skog (61 %), öppen mark (11 %) och jordbruk (26 %). Avrinningsområdet har 0,08 kvadratkilometer vattenytor vilket ger det en sjöprocent på 0,4 %.